# Selección de fútbol de los Estados Unidos
La selección de fútbol masculino de los Estados Unidos (en inglés: United States men's national soccer team) es el equipo representativo del país en las competiciones oficiales masculinas. Su organización está a cargo de la Federación de Fútbol de los Estados Unidos (en inglés, United States Soccer Federation), perteneciente a la Concacaf y a la FIFA.
Ha disputado once ediciones de la Copa Mundial de Fútbol, su mejor resultado fue tercero en la Copa Mundial de Fútbol de 1930, lo que la convierte en la única selección fuera de Sudamérica y de Europa en haber logrado tal puesto en un Mundial. En la Copa Mundial de Fútbol de 1950, consiguió un histórico triunfo ante los inventores del fútbol, Inglaterra, por 1-0. Luego, los estadounidenses fracasaron en las eliminatorias mundialistas por muchos años hasta que lograron la clasificación para la Copa Mundial de Fútbol de 1990 después de cuarenta años de ausencia. Estados Unidos fue sede del mundial de 1994 y la selección terminó en los octavos de final. En la Copa Mundial de Fútbol de 2002, llegó a los cuartos de final, siendo su segunda mejor actuación en los mundiales. Ha jugado 7 ediciones consecutivas en los mundiales de fútbol, de 1990 a 2014.
Ha ganado la Copa de Oro de la Concacaf en 7 oportunidades en 1991, 2002, 2005, 2007, 2013, 2017 y  2021. La selección fue campeón de la Liga de Naciones de la Concacaf en la primera edición de 2019-20. En la Copa América, finalizó en el cuarto lugar en dos ocasiones en 1995 y 2016.
Jugadores como Bert Patenaude, Walter Bahr, Eric Wynalda, John Harkes, Cobi Jones, Marcelo Balboa, Tab Ramos, Brian McBride, Claudio Reyna, DaMarcus Beasley, Carlos Bocanegra, Tim Howard, Clint Dempsey, Landon Donovan, Michael Bradley, Jozy Altidore y Christian Pulisic son algunos de los futbolistas más importantes del equipo de los Estados Unidos. Su principal rival es México, con quien disputa el clásico de la Concacaf.
En la Copa FIFA Confederaciones de 2009, logró imponerse a la selección de España en las semifinales por 2-0. Y jugó la final ante Brasil, donde perdieron por 3-2, finalizando como subcampeón.

## Historia

### Primer partido

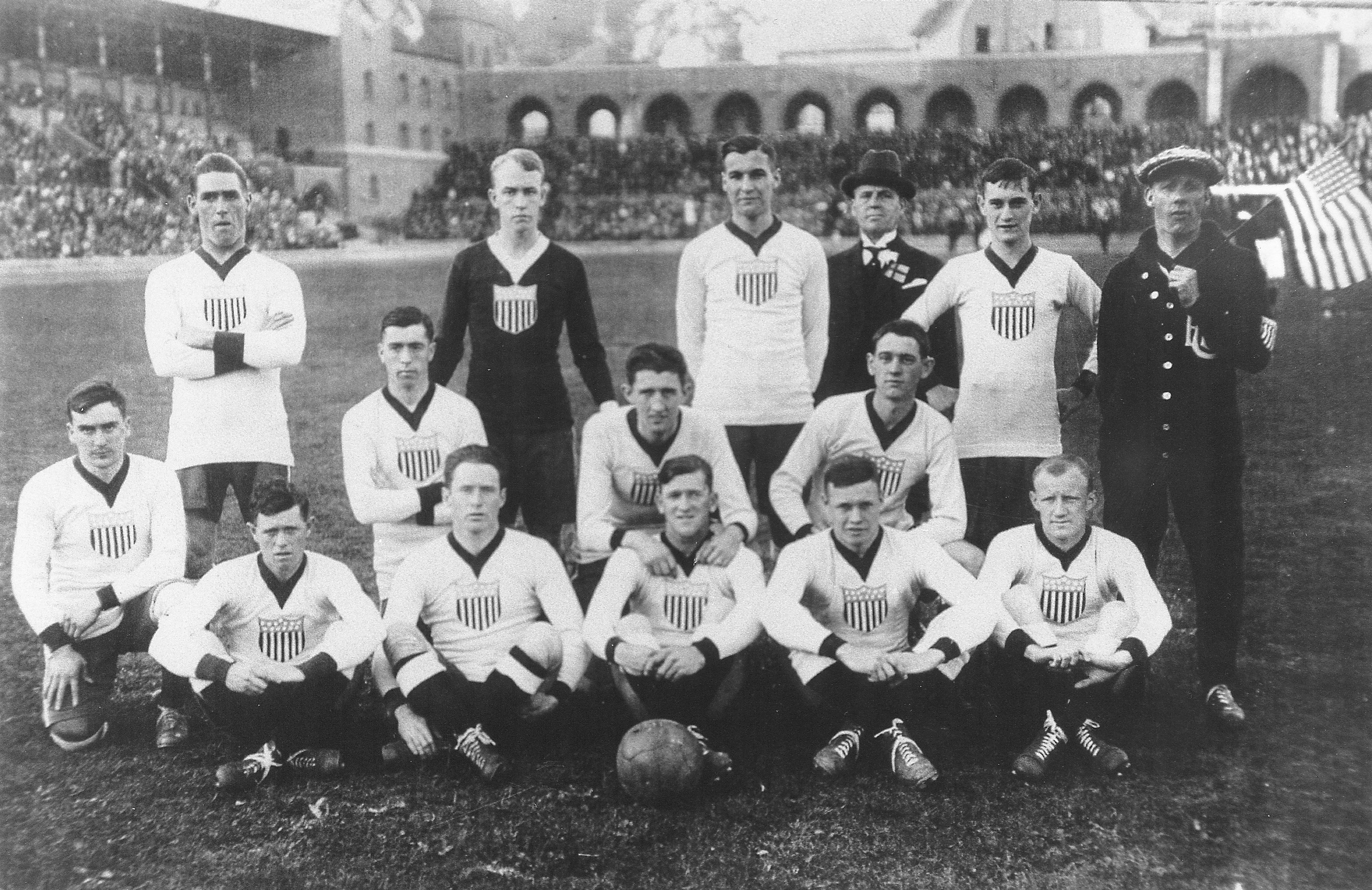
La selección estadounidense en 1916.

El primer partido jugado por el equipo estadounidense se realizó contra la selección de Canadá, el 28 de noviembre de 1885, en Newark, con un resultado de 0-1 (victoria del conjunto canadiense), sin embargo, este encuentro no está reconocido internacionalmente, y se considera que el primer partido oficial fue el que se jugó en Estocolmo, ante el combinado de Suecia, el 20 de agosto de 1916, donde vencieron por 3-2.

### De 1920 a 1928
En su primera aparición en los Juegos Olímpicos de París 1924, disputó en primera ronda ante Estonia y fue victoria por 1-0 con gol de penal de Andy Straden. En segunda ronda, se enfrentó a los uruguayos donde fue goleado por 3-0 y quedó fuera del torneo. En los Juegos Olímpicos de Ámsterdam 1928, jugó en primera ronda ante Argentina y fue derrotado con un impresionante marcador de 11-2.

### De 1930 a 1950

Partido entre Estados Unidos y Bélgica, disputado en el Estadio Gran Parque Central por la Copa Mundial de Fútbol de 1930.

El equipo jugó en la primera Copa Mundial de 1930 que se realizó en Uruguay. Estados Unidos quedó ubicado en el grupo D con Bélgica y Paraguay. En su debut se enfrentó a Bélgica, que derrotó por 3-0 en el Estadio Gran Parque Central de Montevideo. En el siguiente partido venció a Paraguay 3-0 y culminó en el primer lugar del grupo D. Bert Patenaude fue considerado por la FIFA como el primer jugador en la historia en marcar un triplete en una Copa Mundial de Fútbol. En semifinales, Estados Unidos fue goleado ante Argentina por 6-1; pese a ello, obtuvo el tercer lugar del campeonato, según estadísticas de la FIFA. Se debe resaltar que quienes integraron esta selección eran estadounidenses con orígenes europeos, sobre todo de Escocia e Irlanda, algunos incluso migraron a Estados Unidos adquiriendo la nacionalidad norteamericana. 
En el Mundial de Italia 34, Estados Unidos participó por segunda vez a un Mundial tras eliminar a México 4-2 en Roma. Jugó en la primera fase contra el local Italia, pero terminó perdiendo 7-1 con gol de Aldo Donelli en el minuto 57 y quedando eliminados del Mundial.
En su tercera participación en el Mundial de Brasil 50, Estados Unidos quedó ubicado en el grupo B junto a España, Chile e Inglaterra. En el primer partido del grupo B, se enfrentó a la selección española, terminó perdiendo por 3-1. En el segundo encuentro, derrotó históricamente por 1-0 a los ingleses con gol de Joe Gaetjens, siendo una de las mayores sorpresas en la historia del fútbol. Pero en el siguiente partido, terminó perdiendo por 5-2 ante Chile y sentenciando la eliminación de los estadounidenses.

### Ausencias y fracasos mundialistas (1954-1986)
Estados Unidos no clasificó para los mundiales desde 1954 hasta 1986, fracasando en las eliminatorias y en otras competiciones oficiales, esto se debe a la falta de tradición futbolística en dicho país. 
En 1983 se creó un club llamado Team America, que jugó en la NASL, y que además sirvió de preparación para las próximas competencias que se venían para la selección absoluta. Los futbolistas eran miembros habituales del equipo nacional, incluyendo a nacionalizados. Pero el equipo desapareció ese mismo año debido a su mal desempeño en la NASL de 1983.
En esa misma época, durante los Juegos Olímpicos de 1984, Estados Unidos presentó su selección olímpica y con jugadores profesionales para este torneo, pues los países fuera de Europa y Sudamérica podían ser representados por sus selecciones absolutas. Sin embargo, los estadounidenses fueron eliminados por diferencia de goles tras empatar con Egipto 1-1, luego de que ambos países finalizaran con 3 puntos cada uno (Egipto marcó un gol más que Estados Unidos, 5 contra 4).
En la eliminatoria rumbo al Mundial de 1990, se enfrentó a Trinidad y Tobago en noviembre de 1989, encuentro que se jugó en Puerto España. El partido terminó con victoria por 1-0, Paul Caligiuri anotó el único tanto estadounidense y dio la clasificación para una Copa del Mundo después de 40 años de ausencia. La selección finalizó en el segundo lugar de la fase final de las clasificatorias.

### Retorno a los mundiales (años noventa)

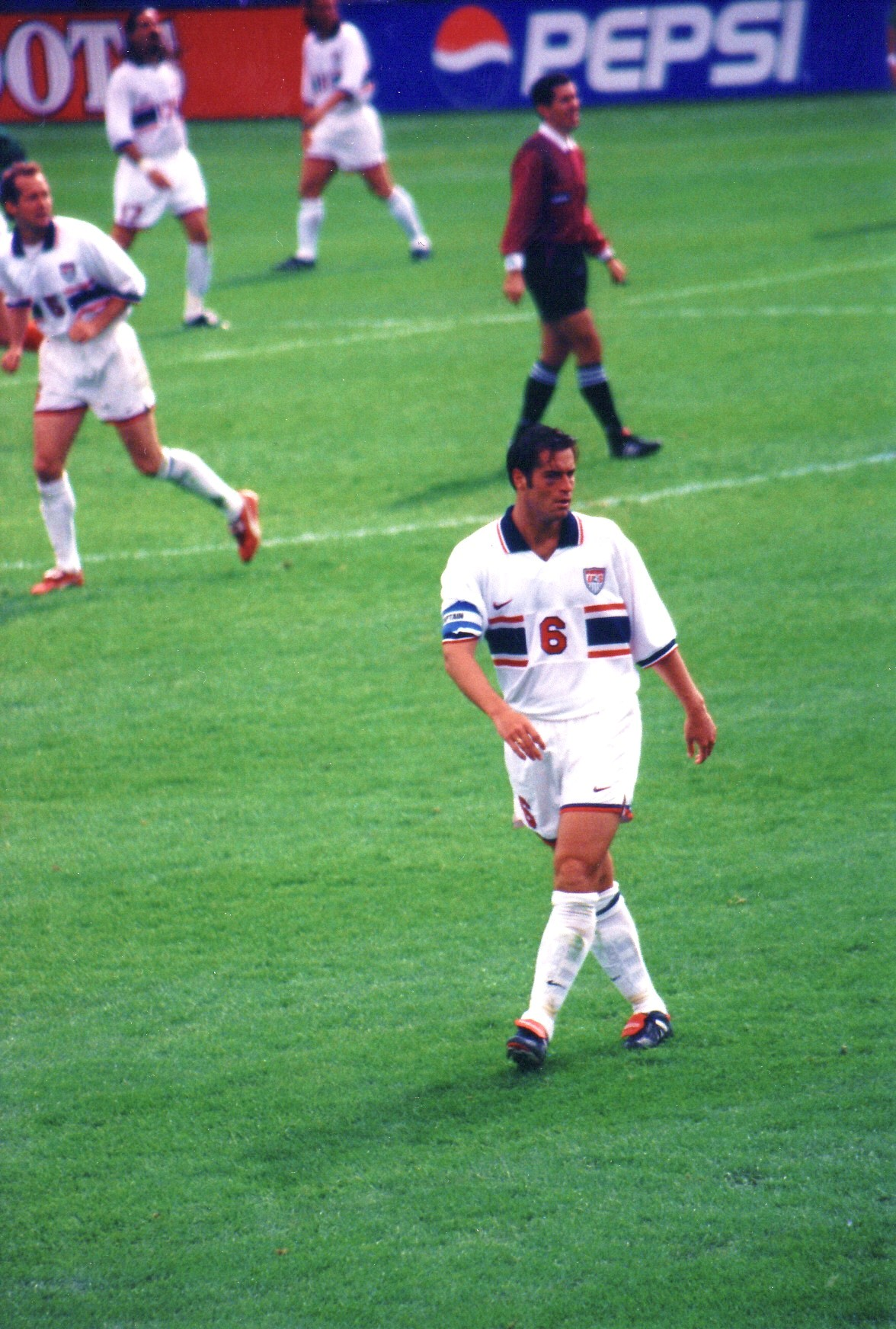
John Harkes, uno de los jugadores más destacados en los años noventa.

Estados Unidos reapareció en la Copa Mundial de Fútbol de 1990. En este torneo quedó ubicado en el grupo A junto con el organizador Italia, Austria y Checoslovaquia. En el primer partido en la fase de grupos se enfrentó a Checoslovaquia, terminó perdiendo por 5-1. En el segundo cotejo, cayó ante Italia por 1-0 y en su último encuentro fue derrotado 1-2 por Austria, y quedó eliminado sin sumar ningún punto y se ubicó en el penúltimo lugar de la tabla estadística del Mundial. En la Copa de Oro de la Concacaf 1991, Estados Unidos consiguió su primer título continental al derrotar en la final a Honduras en los penales por 4-3.
Desde la realización de la Copa Mundial de Fútbol de 1994 en el país, el fútbol o soccer ha logrado un crecimiento sostenido gracias a la liga profesional de este deporte en Estados Unidos, la Major League Soccer o MLS, constituida dos años después del mundial, ganándose su espacio en un país donde los principales deportes profesionales son el fútbol americano, el béisbol, el baloncesto y el hockey sobre hielo. Para esta copa mundial, Estados Unidos quedó ubicado en el grupo A junto con Suiza, Rumanía y Colombia. En su primer partido, empató con los suizos por 1-1, Eric Wynalda marcó de pelota detenida para el único gol. En el segundo encuentro, derrotó a Colombia por 2-1, siendo su primera victoria en los mundiales en 44 años. Pese a la victoria, el futbolista de la selección colombiana Andrés Escobar, quien marcó un autogol para el segundo tanto para los estadounidenses, fue asesinado en su país después del Mundial. En su último partido, perdieron por 0-1 frente a Rumania, aunque les bastó para clasificarse para la segunda fase. En los octavos de final, se enfrentaron a Brasil, pero cayeron por 1-0 y sentenciando la eliminación de la selección.
En 1995, logró una buena actuación en la Copa América tras terminar en la cuarta posición. Finalizó primero en su grupo, incluyendo la histórica y sorpresiva victoria ante Argentina por 3-0. En los cuartos de final, eliminó a México por penales. Después, cayó en semifinales frente a Brasil y perdió nuevamente en el encuentro por el tercer lugar ante Colombia. Eric Wynalda fue el máximo anotador del equipo en aquella copa con tres goles.
Para el Mundial de Francia 98, el equipo nacional quedó ubicado en el grupo F junto con Alemania, República Federal de Yugoslavia  e Irán. Al igual que en 1990, perdió sus tres partidos y quedó eliminado en primera fase. En ese Mundial, marcó la ausencia de John Harkes, que fue separado por indisciplina.

### Consolidación y éxitos continentales (primera década delsigloXXI)
Después de 11 años, Estados Unidos logra conquistar su segundo título continental al derrotar a Costa Rica por 2-0 en la Copa de Oro de la Concacaf 2002. Ese mismo año, disputó por cuarta vez consecutiva en el Mundial de Corea/Japón 2002. Esta vez quedó ubicado en el grupo D junto con Corea del Sur, Portugal y Polonia. En su primer partido, venció por 3-2 a Portugal. En su segundo encuentro, empató con el local sur-coreano 1-1. Ya en el tercer cotejo cae derrotado por 1-3 frente a Polonia, pese a eso, lograron el pase a la segunda fase. En los octavos de final, se enfrentó a su rival regional México, en una nueva versión del denominado clásico de la Concacaf, encuentro que terminó con victoria estadounidense por 2 a 0, con anotaciones de McBride en el minuto 8 y Donovan en el minuto 65. En los cuartos de final, jugó con Alemania y terminando la participación estadounidense en el mundial. Es la mejor presentación conseguida por los estadounidenses desde el mundial de 1930, y la primera buena actuación desde la conformación de la MLS en 1996.
Estados Unidos se coronó campeón de la Copa de Oro de la Concacaf 2005 por tercera vez al vencer en la final a Panamá en los penales por 3-1. Jugó por quinta vez consecutiva a un campeonato mundial, esta vez en Alemania 2006. Quedó encuadrado en el grupo E, junto con Italia, Ghana y la República Checa. Sólo pudo empatar en un accidentado partido ante los italianos por 1-1, los otros restantes fueron derrotas de 0-3 ante República Checa y 1-2 frente a Ghana. No logró reeditar lo acontecido cuatro años atrás. A finales de ese año, Bob Bradley sustituyó a Bruce Arena como seleccionador.
Estados Unidos ganó la Copa de Oro de la Concacaf 2007 por cuarta ocasión, con campaña perfecta, tras derrotar en la final a México por 2-1. El 24 de junio de 2009, logró una victoria histórica en el marco de la Copa FIFA Confederaciones 2009, tras vencer en las semifinales por 2-0 a España, selección que ostentaba el récord de 35 partidos sin conocer la derrota y 15 victorias consecutivas. En la final, se enfrentó a Brasil, y a pesar de que comenzaron ganando 2-0, cayeron finalmente por 3-2.

### Segunda y tercera década delsigloXXI

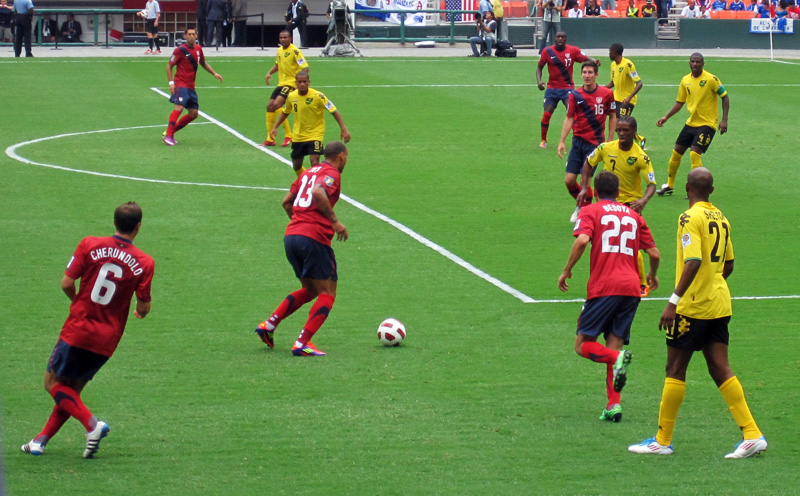
Encuentro entre Estados Unidos y, por los cuartos de final de la Copa de Oro de la Concacaf 2011.

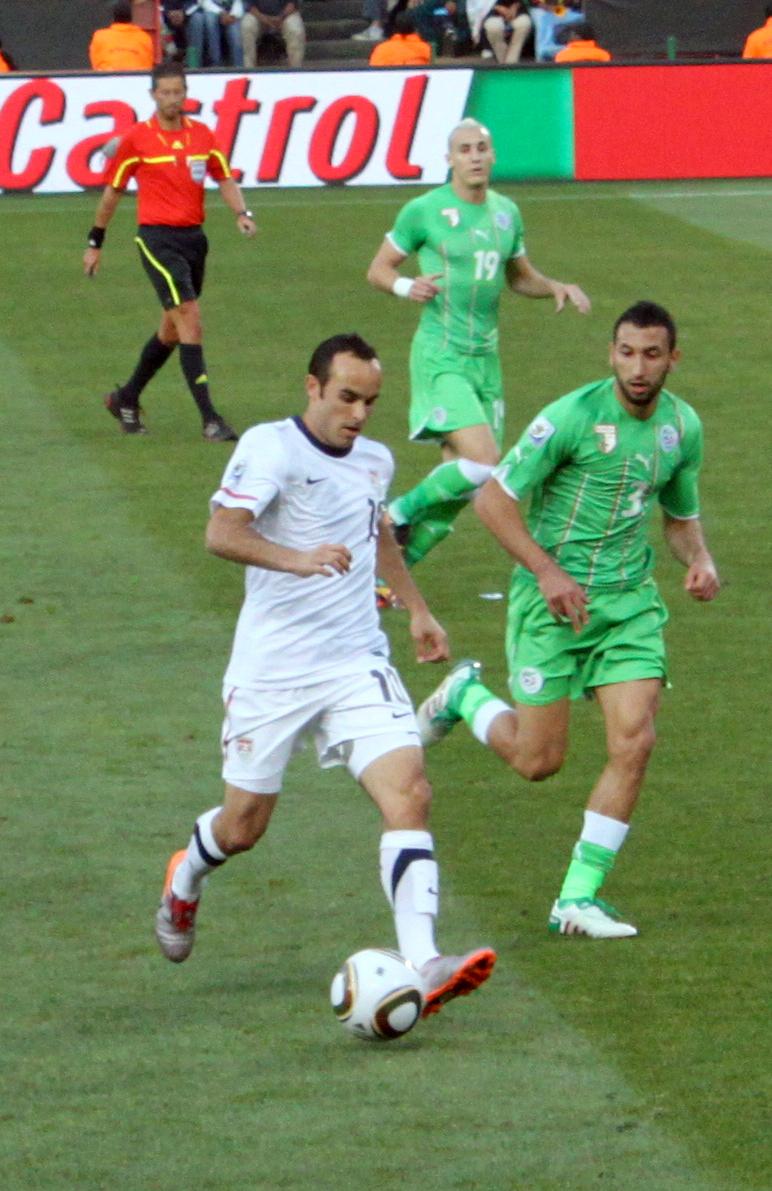
Landon Donovan jugando en el partido ante en el mundial de Sudáfrica 2010.

Como en las anteriores cinco ediciones, la selección estadounidense volvió a clasificarse para el Mundial de Sudáfrica 2010. En la primera ronda, empató con Inglaterra por 1-1 y frente a Eslovenia por 2 a 2, ganando su tercer partido por 1-0 a Argelia con gol de Landon Donovan en los descuentos. En la ronda de octavos de final cayó eliminada ante Ghana en la prórroga perdiendo por 2 goles a 1. En la edición de la Copa de Oro 2011, Estados Unidos terminó segundo en el grupo C y avanzó a la fase final, pero en la definición por el título cayeron por 2-4 ante México. Tras esta derrota, Jürgen Klinsmann fue nombrado nuevo seleccionador, sustituyendo a Bob Bradley en julio de 2011.
Los estadounidenses se clasificaron para la última ronda hexagonal en la eliminatoria rumbo al Mundial 2014 y lograron ganar su quinto título de Copa de Oro tras vencer a Panamá por 1-0 con gol de Brek Shea al minuto 69', algo que no conseguían desde la edición 2007. Luego de conseguir la Copa de Oro, la selección estadounidense rompió el récord de partidos consecutivos ganados por una selección de Concacaf con 12 victorias antes de caer en partido de eliminatorias mundialistas, el 6 de septiembre de 2013, ante Costa Rica en San José 1-3. Sin embargo, el 11 de septiembre, Estados Unidos gana 2-0 a México y obtuvo su clasificación para el Mundial de 2014. Una vez terminadas las eliminatorias, el seleccionador Jürgen Klinsmann renovó su contrato con la federación estadounidense hasta la Copa Mundial de Fútbol de 2018, convirtiéndolo además en el director del programa de selecciones masculinas de la federación.
En la Copa Mundial de 2014, Estados Unidos formó parte del grupo G junto a Ghana, Portugal y Alemania. Los estadounidenses iniciaron su participación derrotando a Ghana por 2-1, obteniendo revanchan por las dos eliminaciones que el equipo africano les había causado en las últimas dos ediciones del Torneo. Días más tarde, empataría 2-2 contra Portugal, y cerraría la primera ronda con una derrota 0-1 ante Alemania. Luego de clasificarse por encima de Portugal por diferencia de goles, Estados Unidos enfrentó a Bélgica en los octavos de final, quedando eliminados en un emocionante partido por 2-1 en tiempo extra.
El 23 de julio de 2014 se anunció que la Federación de Fútbol de los Estados Unidos junto con el Sporting Kansas City construirían un nuevo centro de desarrollo y entrenamiento para los equipos nacionales adyacente a las instalaciones de dicho club de la Major League Soccer. El proyecto tendrá un costo de 75 millones de dólares.

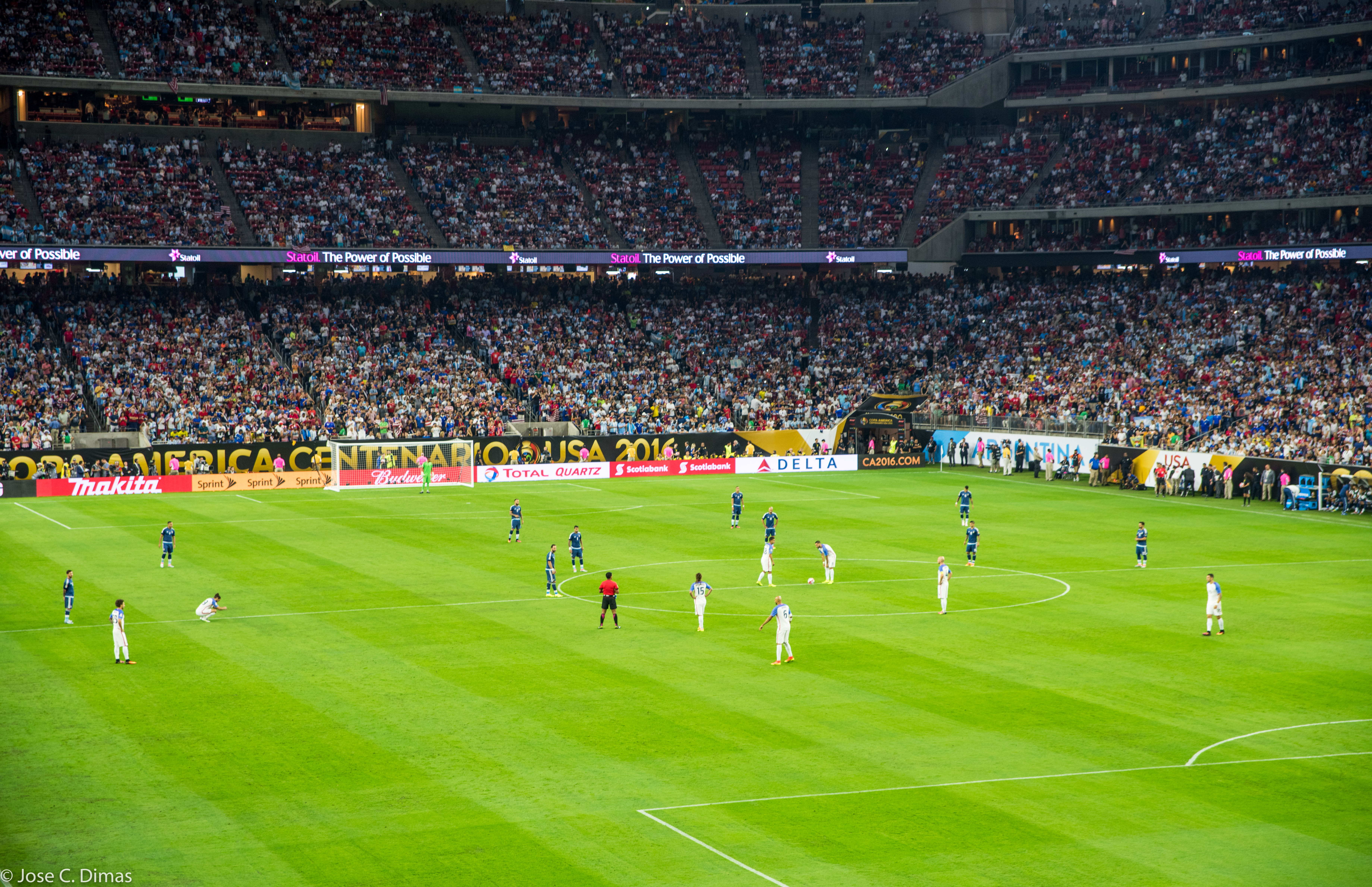
Encuentro entre Estados Unidos y, por los semifinales de la Copa América Centenario.

En 2016, la selección regreso al torneo más antiguo de selecciones en la Copa América Centenario por primera vez en su país y quedó ubicado en el grupo A en la fase de grupos junto a Colombia, Costa Rica y Paraguay. En el primer partido perdió 0-2 ante Colombia, pero los estadounidenses supieron vencer en los siguientes dos encuentros tras ganar por 4-0 y 1-0 frente a Costa Rica y Paraguay, respectivamente. Finalizó primero su el grupo. En los cuartos de final, derrotó con mucho esfuerzo ante Ecuador por 2-1. En las semifinales fue superada ampliamente por Argentina por 0-4. Finalmente por la definición por el tercer lugar, cayó nuevamente con Colombia y finalizaron en la cuarta posición, repitiendo su mejor actuación en una Copa América desde 1995.
En noviembre del 2016, Estados Unidos perdió los primeros dos partidos del Hexagonal Final de las eliminatorias para el Mundial de Rusia 2018 ante México de local por 1-2 y frente a Costa Rica por 4 a 0. Tras esos dos encuentros, Jürgen Klinsmann fue destituido de su cargo y fue remplazado por Bruce Arena, quién asumió en su segundo período con el equipo nacional estadounidense.
En marzo del 2017, los estadounidenses se levantaron del mal momento en el Hexagonal Final tras golear 6-0 a Honduras y luego sacó un empate 1-1 con Panamá de visita. Mientras que en mayo, derrotó por 2-0 ante Trinidad y Tobago y logró un épico empate frente a México en el Estadio Azteca. En julio, Estados Unidos se coronó campeón de la Copa de Oro tras vencer en la final a Jamaica por 2-1, de esa forma conquistó su sexto título continental.
Desde agosto, Estados Unidos fue de más a menos, esto es porque en el Hexagonal Final perdió de local frente a Costa Rica por 0-2 y empató accidentalmente con Honduras por 1-1, y así complicando las chances de ir al mundial. En octubre, logró golear por 4 a 0 a Panamá, pero el día 10 de octubre de 2017, la selección nacional cayó ante Trinidad y Tobago por 2-1 y de manera inesperada quedó fuera de la Copa Mundial de Fútbol de 2018 en Rusia, cortando una racha de 7 mundiales consecutivos desde 1990. Tres días después del fracaso, Bruce Arena renunció a la selección. Tras la renuncia de Arena el 13 de octubre de 2017, el entrenador asistente Dave Sarachan fue nombrado entrenador interino hasta que fue nombrado Gregg Berhalter, quien previamente dirigía al Columbus Crew, el 2 de diciembre de 2018.
Bajo el mando de Berhalter, el conjunto de las barras y las estrellas perdió en la final de la Copa Oro 2019 contra México por un marcador de 1 a 0, negándoles la oportunidad de convertirse en campeones consecutivos. A lo largo de la pandemia de coronavirus, una afluencia de nuevos talentos jóvenes comenzó a convertirse en una gran cantidad de futbolistas que jugaban para los mejores clubes europeos, con Christian Pulisic, Weston McKennie, Tyler Adams, Yunus Musah, Brenden Aaronson, Sergiño Dest y Gio Reyna como algunos de los nombres más notables.
Este nuevo grupo ganó la Liga de Naciones CONCACAF inaugural en 2021 el 6 de junio con una clásica victoria por 3-2 contra el propio México en la final con anotaciones de McKennie, Reyna y Pulisic; este último disfrazándose de héroe al marcar desde los once pasos a minutos de terminarse el partido. Tan solo un mes después, consiguió su séptimo título en la Copa Oro 2021 venciendo nuevamente al clásico rival, sólo que esta ocasión fue un 1-0 en la prórroga. A pesar de que el encuentro era mayormente dominado por los mexicanos, estos no supieron marcar la diferencia con goles y así el conjunto estadounidense marcó el único gol del partido gracias a Miles Robinson, cobrando revancha por las tres finales perdidas (2009, 2011 y 2019) y de aquel partido en el que México los había dejado fuera de la Confederaciones 2017. Siendo remarcable también el hecho de que Estados Unidos no llevaba a su mejor equipo, destacando la ausencia de muchos jugadores clave que estuvieron presentes en la ya citada final de la Liga de Naciones.
Los resultados positivos los llevaron a la ronda final para las clasificatorias a la Copa Mundial de Fútbol de 2022. Allí, Estados Unidos lograría su boleto posicionándose en el 3.º puesto, de bajo de México (2.º) y Canadá (1.º). Accedió al grupo B junto a Inglaterra, Irán y Gales. En las primeras dos fechas, consigue empatar tanto con los galeses (1-1, con gol de Timothy Weah) como con los ingleses (0-0), estando aun con vida para clasificar a la siguiente ronda. Finalmente el 29 de noviembre, el equipo logró vencer a Irán en la última jornada por 1-0 con anotación de Pulisic, quedando segundos con 5 puntos. El 3 de diciembre, se enfrentó a Países Bajos en los octavos de final, dónde perdió 3-1 con un tanto de Haji Wright, despidiéndose así del certamen.
Después de que expiró el contrato de Berhalter en diciembre de 2022, Estados Unidos buscó un entrenador en jefe interino.  Bajo la dirección de B. J. Callaghan, en junio de 2023, Estados Unidos defendió con éxito su trofeo de la Liga de Naciones al ganar la Liga de Naciones de la Concacaf 2022-23.  El equipo no encajó goles en la final, ganando 3-0 contra México y 2-0 contra Canadá en la final.  En julio de 2023, Estados Unidos con un equipo totalmente diferente perdió ante Panamá en la tanda de penales por semifinales en la Copa Oro 2023.

## Uniforme
Desde su primer partido de carácter no oficial frente a Canadá, los uniformes que con frecuencia aparece camisas blancas con pantalones cortos azules. En 1950 aprueban un uniforme con estilo parecido a Perú, poniendo una raya diagonal a través de sus camisetas. La banda ha aparecido en el tercer uniforme para los años 2003, 2004, 2006, 2010 y 2011 así como en ambos uniformes utilizados en la Copa Mundial de Fútbol de 2010. Adidas fue el proveedor de uniformes para los Estados Unidos desde 1984 hasta 1995. Desde 1995, Nike es el proveedor de uniformes.
| 1916 | (ver evolución) | 2024-actual |  |

### Indumentaria
| Período       | Proveedor |
| ------------- | --------- |
| 1975-1994     | Adidas    |
| 1995-presente | Nike      |

## Estadio
La selección de los Estados Unidos no cuenta con un estadio fijo para la realización de sus partidos. El equipo nacional ha jugado en 28 de los 50 estados del país y el Distrito de Columbia. En California, es el estado con la mayor cantidad de encuentros disputados como local, con más de 100 juegos. El Robert F. Kennedy Memorial Stadium, es el recinto que más se ha utilizado para los partidos de la selección, con 24 encuentros.

## Rivalidades
Estados Unidos comparte una rivalidad desde los años 90 con la selección de México. El primer partido entre ambas selecciones fue el 24 de mayo de 1934, encuentro válido por la clasificatorias para el Mundial de Italia de ese mismo año, y fue victoria de los estadounidenses por 4-2. En ese entonces, no era conocida la rivalidad hasta los años 90. 
México y los Estados Unidos en el fútbol son ampliamente considerados como las dos grandes potencias de la Concacaf. Los partidos entre las dos naciones a menudo atraen mucha atención de los medios de comunicación, interés del público y comentarios en ambos países, pero especialmente en México. 
La única victoria de los estadounidenses en suelo mexicano, fue el 15 de agosto de 2012 en el Estadio Azteca en un encuentro amistoso y vencieron por 1-0.

## Últimos y próximos encuentros
Actualizado al último partido jugado el 6 de julio de 2025
| Fecha      | Ciudad          | Local          | Resultado      | Visitante         | Competición                     |
| ---------- | --------------- | -------------- | -------------- | ----------------- | ------------------------------- |
| 15-10-2024 | Zapopan         | México         | 2:0            | Estados Unidos    | Partido amistoso                |
| 14-11-2024 | Kingston        | Jamaica        | 0:1            | Estados Unidos    | Liga Naciones Concacaf 24/25    |
| 18-11-2024 | St. Louis       | Estados Unidos | 4:2            | Jamaica           | Liga Naciones Concacaf 24/25    |
| 18-01-2025 | Fort Lauderdale | Estados Unidos | 3:1            | Venezuela         | Partido amistoso                |
| 22-01-2025 | Orlando         | Estados Unidos | 3:0            | Costa Rica        | Partido amistoso                |
| 20-03-2025 | Inglewood       | Estados Unidos | 0:1            | Panamá            | Liga Naciones Concacaf 24/25    |
| 23-03-2025 | Inglewood       | Canadá         | 2:1            | Estados Unidos    | Liga Naciones Concacaf 24/25    |
| 07-06-2025 | East Hartford   | Estados Unidos | 1:2            | Turquía           | Partido amistoso                |
| 10-06-2025 | Nashville       | Estados Unidos | 0:4            | Suiza             | Partido amistoso                |
| 15-06-2025 | San José        | Estados Unidos | 5:0            | Trinidad y Tobago | Copa de Oro de la Concacaf 2025 |
| 19-06-2025 | Austin          | Arabia Saudita | 0:1            | Estados Unidos    | Copa de Oro de la Concacaf 2025 |
| 22-06-2025 | Arlington       | Estados Unidos | 2:1            | Haití             | Copa de Oro de la Concacaf 2025 |
| 29-06-2025 | Mineápolis      | Estados Unidos | 2:2 (4:3 pen.) | Costa Rica        | Copa de Oro de la Concacaf 2025 |
| 02-07-2025 | St. Louis       | Estados Unidos | 2:1            | Guatemala         | Copa de Oro de la Concacaf 2025 |
| 06-07-2025 | Houston         | Estados Unidos | 1:2            | México            | Copa de Oro de la Concacaf 2025 |
| 06-09-2025 | Harrison        | Estados Unidos | -:-            | Corea del Sur     | Partido amistoso                |
| 09-09-2025 | San Diego       | Estados Unidos | -:-            | Japón             | Partido amistoso                |
| 10-10-2025 | TBD             | Estados Unidos | -:-            | Ecuador           | Partido amistoso                |
| 14-10-2025 | Denver          | Estados Unidos | -:-            | Australia         | Partido amistoso                |
| -11-2025   | TBD             | Estados Unidos | -:-            | Argentina         | Partido amistoso                |

## Jugadores

### Última convocatoria
Lista de 25 jugadores convocados para los partidos de los cuartos de final de la Liga de Naciones de la Concacaf 2024-25 entre el 14 y 18 de noviembre contra Jamaica.
| N.º                  | Nombre              | Posición      | Edad    | PJ | Goles | Club                     |
| -------------------- | ------------------- | ------------- | ------- | -- | ----- | ------------------------ |
|                      | Matt Turner         | Portero       | 31 años | 47 | 0     | Crystal Palace F. C.     |
|                      | Diego Kochen        | Portero       | 19 años | 0  | 0     | F. C. Barcelona Atlètic  |
|                      | Zack Steffen        | Portero       | 30 años | 29 | 0     | Colorado Rapids          |
|                      | Patrick Schulte     | Portero       | 24 años | 2  | 0     | Columbus Crew            |
|                      | Auston Trusty       | Defensa       | 26 años | 3  | 0     | Celtic F. C.             |
|                      | Antonee Robinson    | Defensa       | 27 años | 48 | 4     | Fulham F. C.             |
|                      | Miles Robinson      | Defensa       | 28 años | 30 | 3     | F. C. Cincinnati         |
|                      | Tim Ream            | Defensa       | 37 años | 64 | 1     | Charlotte F. C.          |
|                      | Chris Richards      | Defensa       | 25 años | 23 | 1     | Crystal Palace F. C.     |
|                      | Joe Scally          | Defensa       | 22 años | 17 | 0     | Borussia Mönchengladbach |
|                      | Mark McKenzie       | Defensa       | 26 años | 15 | 0     | Toulouse F. C.           |
|                      | Gianluca Busio      | Mediocampista | 23 años | 15 | 1     | Venezia F. C.            |
|                      | Yunus Musah         | Mediocampista | 22 años | 43 | 1     | A. C. Milan              |
|                      | Aidan Morris        | Mediocampista | 23 años | 9  | 0     | Middlesbrough F. C.      |
|                      | Weston McKennie     | Mediocampista | 26 años | 56 | 11    | Juventus F. C.           |
|                      | Tanner Tessmann     | Mediocampista | 23 años | 4  | 0     | Olympique de Lyon        |
|                      | Malik Tillman       | Mediocampista | 23 años | 16 | 0     | PSV Eindhoven            |
|                      | Johnny Cardoso      | Mediocampista | 23 años | 17 | 0     | Real Betis Balompié      |
|                      | Ricardo Pepi        | Delantero     | 22 años | 31 | 11    | PSV Eindhoven            |
|                      | Christian Pulisic   | Delantero     | 26 años | 74 | 31    | A. C. Milan              |
|                      | Brenden Aaronson    | Delantero     | 24 años | 46 | 8     | Leeds United F. C.       |
|                      | Timothy Weah        | Delantero     | 25 años | 41 | 6     | Juventus F. C.           |
|                      | Brandon Vazquez     | Delantero     | 26 años | 9  | 4     | C. F. Monterrey          |
|                      | Alejandro Zendejas  | Delantero     | 27 años | 9  | 1     | C. América               |
|                      | Cade Cowell         | Delantero     | 21 años | 10 | 1     | C. D. Guadalajara        |
| Bandera de Argentina | Mauricio Pochettino | Entrenador    | 53 años |    |       |                          |

### Más participaciones

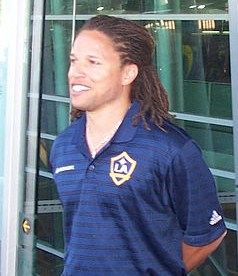
Cobi Jones es el jugador con más participaciones en la selección.

A continuación se muestra un listado de los diez jugadores con más partidos en la selección estadounidense. En negrillas están los nombres de los jugadores que aún se encuentran activos:
| Pos. | Nombre           | Período   | Partidos | Goles |
| ---- | ---------------- | --------- | -------- | ----- |
| 1    | Cobi Jones       | 1992-2004 | 164      | 15    |
| 2    | Landon Donovan   | 2000-2014 | 157      | 57    |
| 3    | Michael Bradley  | 2006-2019 | 151      | 17    |
| 4    | Clint Dempsey    | 2004-2017 | 141      | 57    |
| 5    | Jeff Agoos       | 1988-2003 | 134      | 4     |
| 6    | Marcelo Balboa   | 1988-2000 | 127      | 13    |
| 7    | DaMarcus Beasley | 2001-2017 | 126      | 17    |
| 8    | Tim Howard       | 2002-2017 | 121      | 0     |
| 9    | Jozy Altidore    | 2007-2019 | 115      | 42    |
| 10   | Claudio Reyna    | 1994-2006 | 114      | 8     |

### Máximos goleadores
A continuación se muestra un listado de los diez jugadores con más goles anotados en la selección estadounidense: En negrillas están los nombres de los jugadores que aún se encuentran activos.
| Pos. | Nombre            | Período       | Goles | Partidos |
| ---- | ----------------- | ------------- | ----- | -------- |
| 1    | Clint Dempsey     | 2004-2017     | 57    | 141      |
| 2    | Landon Donovan    | 2000-2014     | 57    | 157      |
| 3    | Jozy Altidore     | 2007-2019     | 42    | 115      |
| 4    | Eric Wynalda      | 1990-2000     | 34    | 106      |
| 5    | Christian Pulisic | 2016-presente | 30    | 71       |
| 6    | Brian McBride     | 1993-2006     | 30    | 98       |
| 7    | Joe-Max Moore     | 1992-2002     | 24    | 100      |
| 8    | Bruce Murray      | 1985-1993     | 21    | 85       |
| 9    | Eddie Johnson     | 2004-2014     | 19    | 63       |
| 10   | Earnie Stewart    | 1990-2004     | 17    | 101      |
| 11   | DaMarcus Beasley  | 2001-2017     | 17    | 126      |

### XI ideal histórico de la selección estadounidense
El 20 de diciembre de 2013, la Federación de Fútbol de los Estados Unidos anunció el XI ideal histórico de la selección estadounidense, por motivos de la celebración de los 100 años de dicha federación.
| Pos. | Futbolista       | Años en la selección |
| ---- | ---------------- | -------------------- |
| POR  | Brad Friedel     | 1992-2004            |
| DEF  | Marcelo Balboa   | 1988-2000            |
| DEF  | Carlos Bocanegra | 2001-2012            |
| DEF  | Steve Cherundolo | 1999-2012            |
| DEF  | Eddie Pope       | 1996-2006            |
| MED  | Clint Dempsey    | 2004-2017            |
| MED  | Landon Donovan   | 2000-2014            |
| MED  | Tab Ramos        | 1988-2000            |
| MED  | Claudio Reyna    | 1994-2006            |
| DEL  | Brian McBride    | 1993-2006            |
| DEL  | Eric Wynalda     | 1990-2000            |

## Entrenadores
| Entrenador        | Período   |
| ----------------- | --------- |
| Thomas Cahill     | 1916      |
| George Burford    | 1924      |
| Nat Agar          | 1925-1926 |
| George Burford    | 1928      |
| Robert Millar     | 1930      |
| David Gould       | 1934      |
| Ferenc Platko     | 1935-1936 |
| Elmer Schroeder   | 1936      |
| Bill Lloyd        | 1937      |
| Sin seleccionador | 1938-1946 |
| Andrew Brown      | 1947      |
| Walter Giesler    | 1948-1949 |
| William Jeffrey   | 1950      |
| John Wood         | 1952      |
| Ernő Schwarz      | 1953-1955 |
| Jimmy Mills       | 1956      |
| George Meyer      | 1957      |

| Entrenador            | Período   |
| --------------------- | --------- |
| Jim Reed              | 1959-1961 |
| John Herberger        | 1964      |
| George Meyer          | 1965      |
| Phil Woosnam          | 1968      |
| Gordon Jago           | 1969      |
| Bob Kehoe             | 1972      |
| Max Wozniak           | 1973      |
| Gene Chyzowych        | 1973      |
| Gordon Bradley        | 1973      |
| Dettmar Cramer        | 1974      |
| Al Miller             | 1975      |
| Manfred Schellscheidt | 1975      |
| Walter Chyzowych      | 1976-1980 |
| Bob Gansler           | 1982      |
| Alketas Panagoulias   | 1983-1985 |
| Lothar Osiander       | 1986-1988 |
| Bob Gansler           | 1989-1991 |

| Entrenador                 | Período   |
| -------------------------- | --------- |
| John Kowalski              | 1991      |
| Bora Milutinović           | 1991-1995 |
| Steve Sampson              | 1995-1998 |
| Bruce Arena                | 1998-2006 |
| Bob Bradley                | 2006-2011 |
| Jürgen Klinsmann           | 2011-2016 |
| Bruce Arena                | 2016-2017 |
| Dave Sarachan (interino)   | 2017-2018 |
| Gregg Berhalter            | 2018-2022 |
| Anthony Hudson (interino)  | 2023      |
| B. J. Callaghan (interino) | 2023      |
| Gregg Berhalter            | 2023-2024 |
| Mikey Varas (interino)     | 2024      |
| Mauricio Pochettino        | 2024-Act. |

## Estadísticas

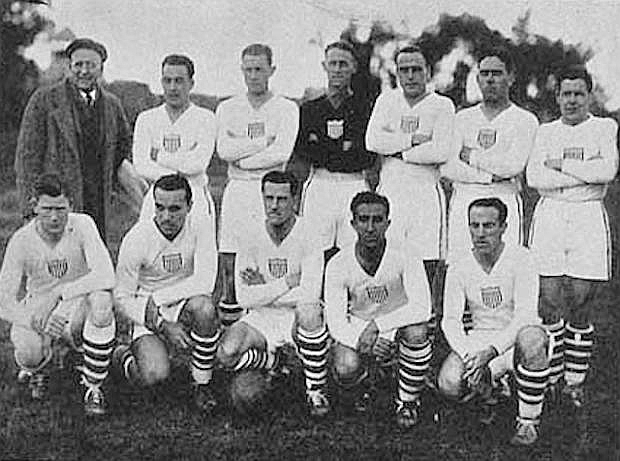
Selección de Estados Unidos en el Mundial de 1930.

### Copa Mundial de Fútbol
| Año   | Ronda                                | Posición                             | PJ                                   | PG                                   | PE                                   | PP                                   | GF                                   | GC                                   | Dif.                                 | Goleador                             |                                      |
| ----- | ------------------------------------ | ------------------------------------ | ------------------------------------ | ------------------------------------ | ------------------------------------ | ------------------------------------ | ------------------------------------ | ------------------------------------ | ------------------------------------ | ------------------------------------ | ------------------------------------ |
| 1930  | Tercer lugar                         | 3.º                                  | 3                                    | 2                                    | 0                                    | 1                                    | 7                                    | 6                                    | +1                                   | Bert Patenaude: 4                    |                                      |
| 1934  | Octavos de final                     | 16.º                                 | 1                                    | 0                                    | 0                                    | 1                                    | 1                                    | 7                                    | –6                                   | Aldo Donelli: 1                      |                                      |
| 1938  | Se retiró                            | Se retiró                            | Se retiró                            | Se retiró                            | Se retiró                            | Se retiró                            | Se retiró                            | Se retiró                            | Se retiró                            | Se retiró                            | Se retiró                            |
| 1950  | Primera ronda                        | 10.º                                 | 3                                    | 1                                    | 0                                    | 2                                    | 4                                    | 8                                    | –4                                   | Pariani, Gaetjens, Wallace y Maca: 1 |                                      |
| 1954  | No clasificó                         | No clasificó                         | No clasificó                         | No clasificó                         | No clasificó                         | No clasificó                         | No clasificó                         | No clasificó                         | No clasificó                         | No clasificó                         |                                      |
| 1958  | No clasificó                         | No clasificó                         | No clasificó                         | No clasificó                         | No clasificó                         | No clasificó                         | No clasificó                         | No clasificó                         | No clasificó                         | No clasificó                         |                                      |
| 1962  | No clasificó                         | No clasificó                         | No clasificó                         | No clasificó                         | No clasificó                         | No clasificó                         | No clasificó                         | No clasificó                         | No clasificó                         | No clasificó                         |                                      |
| 1966  | No clasificó                         | No clasificó                         | No clasificó                         | No clasificó                         | No clasificó                         | No clasificó                         | No clasificó                         | No clasificó                         | No clasificó                         | No clasificó                         |                                      |
| 1970  | No clasificó                         | No clasificó                         | No clasificó                         | No clasificó                         | No clasificó                         | No clasificó                         | No clasificó                         | No clasificó                         | No clasificó                         | No clasificó                         |                                      |
| 1974  | No clasificó                         | No clasificó                         | No clasificó                         | No clasificó                         | No clasificó                         | No clasificó                         | No clasificó                         | No clasificó                         | No clasificó                         | No clasificó                         |                                      |
| 1978  | No clasificó                         | No clasificó                         | No clasificó                         | No clasificó                         | No clasificó                         | No clasificó                         | No clasificó                         | No clasificó                         | No clasificó                         | No clasificó                         |                                      |
| 1982  | No clasificó                         | No clasificó                         | No clasificó                         | No clasificó                         | No clasificó                         | No clasificó                         | No clasificó                         | No clasificó                         | No clasificó                         | No clasificó                         |                                      |
| 1986  | No clasificó                         | No clasificó                         | No clasificó                         | No clasificó                         | No clasificó                         | No clasificó                         | No clasificó                         | No clasificó                         | No clasificó                         | No clasificó                         |                                      |
| 1990  | Primera ronda                        | 23.º                                 | 3                                    | 0                                    | 0                                    | 3                                    | 2                                    | 8                                    | –6                                   | Caligiuri y Murray: 1                |                                      |
| 1994  | Octavos de final                     | 14.º                                 | 4                                    | 1                                    | 1                                    | 2                                    | 3                                    | 4                                    | –1                                   | Wynalda, Stewart y A.G.: 1           |                                      |
| 1998  | Primera ronda                        | 32.º                                 | 3                                    | 0                                    | 0                                    | 3                                    | 1                                    | 5                                    | –4                                   | Brian McBride: 1                     |                                      |
| 2002  | Cuartos de final                     | 8.º                                  | 5                                    | 2                                    | 1                                    | 2                                    | 7                                    | 7                                    | 0                                    | McBride y Donovan: 2                 |                                      |
| 2006  | Primera ronda                        | 25.º                                 | 3                                    | 0                                    | 1                                    | 2                                    | 2                                    | 6                                    | –4                                   | Clint Dempsey, A.G.: 1               |                                      |
| 2010  | Octavos de final                     | 12.º                                 | 4                                    | 1                                    | 2                                    | 1                                    | 5                                    | 5                                    | 0                                    | Landon Donovan: 3                    |                                      |
| 2014  | Octavos de final                     | 15.º                                 | 4                                    | 1                                    | 1                                    | 2                                    | 5                                    | 6                                    | –1                                   | Clint Dempsey: 2                     |                                      |
| 2018  | No clasificó                         | No clasificó                         | No clasificó                         | No clasificó                         | No clasificó                         | No clasificó                         | No clasificó                         | No clasificó                         | No clasificó                         | No clasificó                         | No clasificó                         |
| 2022  | Octavos de final                     | 14.º                                 | 4                                    | 1                                    | 2                                    | 1                                    | 3                                    | 4                                    | –1                                   | Pulisic, Weah y Wright: 1            |                                      |
| 2026  | Clasificado por estatus de anfitrión | Clasificado por estatus de anfitrión | Clasificado por estatus de anfitrión | Clasificado por estatus de anfitrión | Clasificado por estatus de anfitrión | Clasificado por estatus de anfitrión | Clasificado por estatus de anfitrión | Clasificado por estatus de anfitrión | Clasificado por estatus de anfitrión | Clasificado por estatus de anfitrión | Clasificado por estatus de anfitrión |
| 2030  | Por disputarse                       | Por disputarse                       | Por disputarse                       | Por disputarse                       | Por disputarse                       | Por disputarse                       | Por disputarse                       | Por disputarse                       | Por disputarse                       | Por disputarse                       |                                      |
| 2034  | Por disputarse                       | Por disputarse                       | Por disputarse                       | Por disputarse                       | Por disputarse                       | Por disputarse                       | Por disputarse                       | Por disputarse                       | Por disputarse                       | Por disputarse                       |                                      |
| Total | 12/23                                | 26.º                                 | 37                                   | 9                                    | 8                                    | 20                                   | 40                                   | 66                                   | –26                                  | Landon Donovan: 5                    |                                      |

### Clasificación para la Copa Mundial de Fútbol
| 1930  | Invitado     | Invitado  | Invitado  | Invitado  | Invitado  | Invitado  | Invitado  | Invitado  | Invitado  | Invitado                                   | Invitado | Invitado |
| 1934  | Clasificó    | 1.º       | 1         | 1         | 0         | 0         | 4         | 2         | 2         | Aldo Donelli: 4                            |          |          |
| 1938  | Se retiró    | Se retiró | Se retiró | Se retiró | Se retiró | Se retiró | Se retiró | Se retiró | Se retiró | Se retiró                                  |          |          |
| 1950  | Clasificó    | 2.º       | 4         | 1         | 1         | 2         | 8         | 15        | –7        | Matevich, John Souza y Frank Wallace: 2    |          |          |
| 1954  | No clasificó | 2.º       | 4         | 2         | 0         | 2         | 7         | 9         | –2        | Bill Looby: 4                              |          |          |
| 1958  | No clasificó | 3.º       | 4         | 0         | 0         | 4         | 5         | 21        | –16       | Ed Murphy: 2                               |          |          |
| 1962  | No clasificó | 2.º       | 2         | 0         | 1         | 1         | 3         | 6         | –3        | Helmut Bicek, Carl Fister y Al Zerhusen: 1 |          |          |
| 1966  | No clasificó | 2.º       | 4         | 1         | 2         | 1         | 4         | 5         | –1        | Ed Murphy: 2                               |          |          |
| 1970  | No clasificó | 2.º       | 6         | 3         | 0         | 3         | 11        | 9         | 2         | Peter Millar y Willy Roy: 3                |          |          |
| 1974  | No clasificó | 3.º       | 4         | 0         | 1         | 3         | 6         | 10        | –4        | Willy Roy: 3                               |          |          |
| 1978  | No clasificó | 3.º       | 5         | 1         | 2         | 2         | 3         | 7         | –4        | Miro Rys, Juli Veee y Boris Bandov: 1      |          |          |
| 1982  | No clasificó | 3.º       | 4         | 1         | 1         | 2         | 4         | 8         | –4        | Steve Moyers: 2                            |          |          |
| 1986  | No clasificó | 2.º       | 6         | 3         | 2         | 1         | 8         | 3         | 5         | Ade Coker: 2                               |          |          |
| 1990  | Clasificó    | 2.º       | 10        | 5         | 4         | 1         | 11        | 4         | 7         | Frank Klopas: 2                            |          |          |
| 1994  | Anfitrión    | Anfitrión | Anfitrión | Anfitrión | Anfitrión | Anfitrión | Anfitrión | Anfitrión | Anfitrión | Anfitrión                                  |          |          |
| 1998  | Clasificó    | 2.º       | 16        | 8         | 6         | 2         | 27        | 14        | 13        | Eric Wynalda: 5                            |          |          |
| 2002  | Clasificó    | 3.º       | 16        | 8         | 4         | 4         | 25        | 11        | 14        | Earnie Stewart: 8                          |          |          |
| 2006  | Clasificó    | 1.º       | 18        | 12        | 4         | 2         | 35        | 11        | 24        | Landon Donovan y Eddie Johnson: 7          |          |          |
| 2010  | Clasificó    | 1.º       | 18        | 13        | 2         | 3         | 42        | 16        | 26        | Jozy Altidore: 6                           |          |          |
| 2014  | Clasificó    | 1.º       | 16        | 11        | 2         | 3         | 26        | 14        | 12        | Clint Dempsey: 8                           |          |          |
| 2018  | No clasificó | 5.º       | 16        | 7         | 4         | 5         | 37        | 16        | 21        | Jozy Altidore: 8                           |          |          |
| 2022  | Clasificó    | 3.º       | 14        | 7         | 4         | 3         | 21        | 10        | 11        | Christian Pulisic: 5                       |          |          |
| 2026  | Anfitrión    | Anfitrión | Anfitrión | Anfitrión | Anfitrión | Anfitrión | Anfitrión | Anfitrión | Anfitrión | Anfitrión                                  |          |          |
| Total | 12/23        | 3.º       | 168       | 84        | 40        | 44        | 287       | 191       | 96        | Clint Dempsey: 18                          |          |          |

### Copa Concacaf/Copa Oro
| Año   | Ronda            | Posición     | PJ           | PG           | PE           | PP           | GF           | GC           | Dif.         | Goleador                                                  |
| ----- | ---------------- | ------------ | ------------ | ------------ | ------------ | ------------ | ------------ | ------------ | ------------ | --------------------------------------------------------- |
| 1963  | No participó     | No participó | No participó | No participó | No participó | No participó | No participó | No participó | No participó | No participó                                              |
| 1965  | No participó     | No participó | No participó | No participó | No participó | No participó | No participó | No participó | No participó | No participó                                              |
| 1967  | No participó     | No participó | No participó | No participó | No participó | No participó | No participó | No participó | No participó | No participó                                              |
| 1969  | No clasificó     | No clasificó | No clasificó | No clasificó | No clasificó | No clasificó | No clasificó | No clasificó | No clasificó | No clasificó                                              |
| 1971  | No participó     | No participó | No participó | No participó | No participó | No participó | No participó | No participó | No participó | No participó                                              |
| 1973  | No clasificó     | No clasificó | No clasificó | No clasificó | No clasificó | No clasificó | No clasificó | No clasificó | No clasificó | No clasificó                                              |
| 1977  | No clasificó     | No clasificó | No clasificó | No clasificó | No clasificó | No clasificó | No clasificó | No clasificó | No clasificó | No clasificó                                              |
| 1981  | No clasificó     | No clasificó | No clasificó | No clasificó | No clasificó | No clasificó | No clasificó | No clasificó | No clasificó | No clasificó                                              |
| 1985  | Primera fase     | 6.º          | 4            | 2            | 1            | 1            | 4            | 3            | +1           | Borja, Caligiuri, Keer y Peterson: 1                      |
| 1989  | Subcampeón       | 2.º          | 8            | 4            | 3            | 1            | 6            | 3            | +3           | Caligiuri, Eichmann, Murray, Pérez, Ramos y Trittschuh: 1 |
| Total | 2/10             | 9.º          | 12           | 6            | 4            | 2            | 10           | 6            | +4           |                                                           |
| 1991  | Campeón          | 1.º          | 5            | 4            | 1            | 0            | 10           | 3            | +7           | Murray y Vermes: 2                                        |
| 1993  | Subcampeón       | 2.º          | 5            | 4            | 0            | 1            | 5            | 5            | 0            | Eric Wynalda: 2                                           |
| 1996  | Tercer lugar     | 3.º          | 4            | 3            | 0            | 1            | 8            | 3            | +5           | Eric Wynalda: 4                                           |
| 1998  | Subcampeón       | 2.º          | 4            | 3            | 0            | 1            | 6            | 2            | +4           | Preki: 2                                                  |
| 2000  | Cuartos de final | 5.º          | 3            | 2            | 1            | 0            | 6            | 2            | +4           | Cobi Jones: 2                                             |
| 2002  | Campeón          | 1.º          | 5            | 4            | 1            | 0            | 9            | 1            | +8           | Brian McBride: 4                                          |
| 2003  | Tercer lugar     | 3.º          | 5            | 4            | 0            | 1            | 13           | 4            | +9           | Landon Donovan: 4                                         |
| 2005  | Campeón          | 1.º          | 6            | 4            | 2            | 0            | 11           | 3            | +8           | Beasley y Donovan: 3                                      |
| 2007  | Campeón          | 1.º          | 6            | 6            | 0            | 0            | 13           | 3            | +10          | Landon Donovan: 4                                         |
| 2009  | Subcampeón       | 2.º          | 6            | 4            | 1            | 1            | 12           | 8            | +4           | Cooper y Holden: 2                                        |
| 2011  | Subcampeón       | 2.º          | 6            | 4            | 0            | 2            | 9            | 6            | +3           | Clint Dempsey: 3                                          |
| 2013  | Campeón          | 1.º          | 6            | 6            | 0            | 0            | 20           | 4            | +16          | Donovan y Wondolowski: 5                                  |
| 2015  | Cuarto lugar     | 4.º          | 6            | 3            | 2            | 1            | 12           | 5            | +7           | Clint Dempsey: 7                                          |
| 2017  | Campeón          | 1.º          | 6            | 5            | 1            | 0            | 13           | 4            | +9           | Jordan Morris: 3                                          |
| 2019  | Subcampeón       | 2.º          | 6            | 5            | 0            | 1            | 15           | 2            | +13          | Pulisic y Zardes: 3                                       |
| 2021  | Campeón          | 1.º          | 6            | 6            | 0            | 0            | 11           | 1            | +10          | Dike, Zardes y Robinson: 2                                |
| 2023  | Cuarto lugar     | 4.º          | 5            | 2            | 3            | 0            | 16           | 4            | +12          | Jesús Ferreira: 7                                         |
| 2025  | Subcampeón       | 2.º          | 6            | 4            | 1            | 1            | 13           | 6            | +7           | Luna y Tillman: 3                                         |
| Total | 18/18            | 1.º          | 96           | 73           | 13           | 10           | 202          | 67           | +135         | Landon Donovan: 18                                        |
| Total | 21/29            | 2.º          | 108          | 79           | 17           | 12           | 212          | 72           | +140         | Landon Donovan: 18                                        |

### Juegos Olímpicos
| Año | Ronda                         | Posición                      | PJ                            | PG                            | PE                            | PP                            | GF                            | GC                            | Dif.                          | Goleador                      |
| --- | ----------------------------- | ----------------------------- | ----------------------------- | ----------------------------- | ----------------------------- | ----------------------------- | ----------------------------- | ----------------------------- | ----------------------------- | ----------------------------- |
| 1908 | No existía la selección       | No existía la selección       | No existía la selección       | No existía la selección       | No existía la selección       | No existía la selección       | No existía la selección       | No existía la selección       | No existía la selección       | No existía la selección       |
| 1912 | No existía la selección       | No existía la selección       | No existía la selección       | No existía la selección       | No existía la selección       | No existía la selección       | No existía la selección       | No existía la selección       | No existía la selección       | No existía la selección       |
| 1920 | No participó                  | No participó                  | No participó                  | No participó                  | No participó                  | No participó                  | No participó                  | No participó                  | No participó                  | No participó                  |
| 1924 | Octavos de final              | 11.º                          | 2                             | 1                             | 0                             | 1                             | 1                             | 3                             | –2                            | Andrew Stradan: 1             |
| 1928 | Octavos de final              | 16.º                          | 1                             | 0                             | 0                             | 1                             | 2                             | 11                            | –9                            | Kuntner y Carroll: 1          |
| 1932 | No hubo competición de fútbol | No hubo competición de fútbol | No hubo competición de fútbol | No hubo competición de fútbol | No hubo competición de fútbol | No hubo competición de fútbol | No hubo competición de fútbol | No hubo competición de fútbol | No hubo competición de fútbol | No hubo competición de fútbol |
| 1936 | Primera ronda                 | 10.º                          | 1                             | 0                             | 0                             | 1                             | 0                             | 1                             | –1                            | –                             |
| 1948 | Primera ronda                 | 16.º                          | 1                             | 0                             | 0                             | 1                             | 0                             | 9                             | –9                            | –                             |
| Desde 1952 los Juegos Olímpicos los disputan selecciones amateurs, y a partir de 1992 selecciones sub-23 |                               |                               |                               |                               |                               |                               |                               |                               |                               |                               |
| Total | 4/7                           | -                             | 5                             | 1                             | 0                             | 4                             | 3                             | 24                            | –21                           | Stradan, Kuntner y Carroll: 1 |

### Copa FIFA Confederaciones
| Edición | Resultado    | Posición     | PJ           | PG           | PE           | PP           | GF           | GC           | Dif.         | Goleador            |
| ------- | ------------ | ------------ | ------------ | ------------ | ------------ | ------------ | ------------ | ------------ | ------------ | ------------------- |
| 1992    | Tercer lugar | 3.º          | 2            | 1            | 0            | 1            | 5            | 5            | 0            | Bruce Murray: 2     |
| 1995    | No clasificó | No clasificó | No clasificó | No clasificó | No clasificó | No clasificó | No clasificó | No clasificó | No clasificó | No clasificó        |
| 1997    | No clasificó | No clasificó | No clasificó | No clasificó | No clasificó | No clasificó | No clasificó | No clasificó | No clasificó | No clasificó        |
| 1999    | Tercer lugar | 3.º          | 5            | 3            | 0            | 2            | 6            | 3            | +3           | Brian McBride: 2    |
| 2001    | No clasificó | No clasificó | No clasificó | No clasificó | No clasificó | No clasificó | No clasificó | No clasificó | No clasificó | No clasificó        |
| 2003    | Primera fase | 7.º          | 3            | 0            | 1            | 2            | 1            | 3            | –2           | DaMarcus Beasley: 1 |
| 2005    | No clasificó | No clasificó | No clasificó | No clasificó | No clasificó | No clasificó | No clasificó | No clasificó | No clasificó | No clasificó        |
| 2009    | Subcampeón   | 2.º          | 5            | 2            | 0            | 3            | 8            | 9            | –1           | Clint Dempsey: 3    |
| 2013    | No clasificó | No clasificó | No clasificó | No clasificó | No clasificó | No clasificó | No clasificó | No clasificó | No clasificó | No clasificó        |
| 2017    | No clasificó | No clasificó | No clasificó | No clasificó | No clasificó | No clasificó | No clasificó | No clasificó | No clasificó | No clasificó        |
| Total   | 4/10         | 6.º          | 15           | 6            | 1            | 8            | 20           | 20           | 0            | Clint Dempsey: 3    |

### Liga de Naciones de la Concacaf
| Edición | Liga | Resultado    | Posición | PJ | PG | PE | PP | GF | GC | Dif. | Goleador                    |
| ------- | ---- | ------------ | -------- | -- | -- | -- | -- | -- | -- | ---- | --------------------------- |
| 2019-20 | A    | Campeón      | 1.º      | 6  | 5  | 0  | 1  | 19 | 5  | +14  | McKennie y Morris: 4        |
| 2022-23 | A    | Campeón      | 1.º      | 6  | 5  | 1  | 0  | 19 | 2  | +17  | Ferreira y Pepi: 4          |
| 2023-24 | A    | Campeón      | 1.º      | 4  | 3  | 0  | 1  | 9  | 3  | +6   | Robinson, Wright y Reyna: 2 |
| 2024-25 | A    | Cuarto Lugar | 4.º      | 4  | 2  | 0  | 2  | 6  | 5  | +1   | Pulisic: 2                  |
| Total   | -    | 4/4          | 1.º      | 20 | 15 | 1  | 4  | 53 | 15 | +38  | McKennie: 6                 |

### Copa América
| Edición     | Resultado                                                      | Posición                                                       | PJ                                                             | PG                                                             | PE                                                             | PP                                                             | GF                                                             | GC                                                             | Dif.                                                           | Goleador                                                       |
| ----------- | -------------------------------------------------------------- | -------------------------------------------------------------- | -------------------------------------------------------------- | -------------------------------------------------------------- | -------------------------------------------------------------- | -------------------------------------------------------------- | -------------------------------------------------------------- | -------------------------------------------------------------- | -------------------------------------------------------------- | -------------------------------------------------------------- |
| 1916 - 1991 | Sin participación                                              | Sin participación                                              | Sin participación                                              | Sin participación                                              | Sin participación                                              | Sin participación                                              | Sin participación                                              | Sin participación                                              | Sin participación                                              | Sin participación                                              |
| 1993        | Primera fase                                                   | 12.º                                                           | 3                                                              | 0                                                              | 1                                                              | 2                                                              | 3                                                              | 6                                                              | –3                                                             | Henderson, Lalas y Kinnear: 1                                  |
| 1995        | Cuarto lugar                                                   | 4.º                                                            | 6                                                              | 2                                                              | 1                                                              | 3                                                              | 6                                                              | 7                                                              | –1                                                             | Eric Wynalda: 3                                                |
| 1997 - 2004 | Fue invitado, pero por problemas de calendario no pudo asistir | Fue invitado, pero por problemas de calendario no pudo asistir | Fue invitado, pero por problemas de calendario no pudo asistir | Fue invitado, pero por problemas de calendario no pudo asistir | Fue invitado, pero por problemas de calendario no pudo asistir | Fue invitado, pero por problemas de calendario no pudo asistir | Fue invitado, pero por problemas de calendario no pudo asistir | Fue invitado, pero por problemas de calendario no pudo asistir | Fue invitado, pero por problemas de calendario no pudo asistir | Fue invitado, pero por problemas de calendario no pudo asistir |
| 2007        | Primera fase                                                   | 12.º                                                           | 3                                                              | 0                                                              | 0                                                              | 3                                                              | 2                                                              | 8                                                              | –6                                                             | Johnson y Clark: 1                                             |
| 2011 - 2015 | No participó                                                   | No participó                                                   | No participó                                                   | No participó                                                   | No participó                                                   | No participó                                                   | No participó                                                   | No participó                                                   | No participó                                                   | No participó                                                   |
| 2016        | Cuarto lugar                                                   | 4.º                                                            | 6                                                              | 3                                                              | 0                                                              | 3                                                              | 7                                                              | 8                                                              | –1                                                             | Clint Dempsey: 3                                               |
| 2019 - 2021 | Se negó a participar en 2019. No fue invitado en 2021.         | Se negó a participar en 2019. No fue invitado en 2021.         | Se negó a participar en 2019. No fue invitado en 2021.         | Se negó a participar en 2019. No fue invitado en 2021.         | Se negó a participar en 2019. No fue invitado en 2021.         | Se negó a participar en 2019. No fue invitado en 2021.         | Se negó a participar en 2019. No fue invitado en 2021.         | Se negó a participar en 2019. No fue invitado en 2021.         | Se negó a participar en 2019. No fue invitado en 2021.         | Se negó a participar en 2019. No fue invitado en 2021.         |
| 2024        | Primera fase                                                   | 11.º                                                           | 3                                                              | 1                                                              | 0                                                              | 2                                                              | 3                                                              | 3                                                              | 0                                                              | Folarin Balogun: 2                                             |
| Total       | 5/48                                                           | 13.º                                                           | 21                                                             | 6                                                              | 2                                                              | 13                                                             | 21                                                             | 32                                                             | –11                                                            | Wynalda y Dempsey: 3                                           |

### Copa NAFC/Copa de Naciones Norteamericana
| Edición | Resultado    | Posición | PJ | PG | PE | PP | GF | GC | Dif. | Goleador                                |
| ------- | ------------ | -------- | -- | -- | -- | -- | -- | -- | ---- | --------------------------------------- |
| 1947    | Tercer lugar | 3.º      | 2  | 0  | 0  | 2  | 2  | 10 | –8   | E. Souza y Valentine: 1                 |
| 1949    | Subcampeón   | 2.º      | 4  | 1  | 1  | 2  | 8  | 15 | –7   | Matevich, John Souza y Frank Wallace: 2 |
| 1990    | Tercer lugar | 3.º      | 2  | 0  | 0  | 2  | 0  | 2  | –2   | -                                       |
| 1991    | Subcampeón   | 2.º      | 2  | 1  | 1  | 0  | 4  | 2  | +2   | Murray y Washington: 2                  |
| Total   | 4/4          | 2.º      | 10 | 2  | 2  | 6  | 14 | 29 | –15  | 5 jugadores: 2                          |

### Finales disputadas
La presente lista incluye solo partidos finales jugados por torneos mundiales, intercontinentales, y continentales oficiales a nivel de Selecciones absolutas. Se excluyen competiciones que no incluyen final directa sino sistema liguila de todos contra todos como el Campeonato de Naciones de la Concacaf de 1989.
| Año  | Torneo           | Resultado                           |
| ---- | ---------------- | ----------------------------------- |
| 1991 | Copa Oro         | Estados Unidos 0 (4) - 0 Honduras   |
| 1993 | Copa Oro         | Estados Unidos 0 - 1 México         |
| 1998 | Copa Oro         | México 4 - 0 Estados Unidos         |
| 2002 | Copa Oro         | Costa Rica 0 - 2 Estados Unidos     |
| 2005 | Copa Oro         | Estados Unidos 0 (3) - 0 (1) Panamá |
| 2007 | Copa Oro         | Estados Unidos 2 - 1 México         |
| 2009 | Confederaciones  | Estados Unidos 2 - 3 Brasil         |
| 2009 | Copa Oro         | Estados Unidos 0 - 5 México         |
| 2011 | Copa Oro         | México 4 - 2 Estados Unidos         |
| 2013 | Copa Oro         | Estados Unidos 1 - 0 Panamá         |
| 2015 | Copa Concacaf    | México 3 - 2 Estados Unidos         |
| 2017 | Copa Oro         | Estados Unidos 2 - 1 Jamaica        |
| 2019 | Copa Oro         | México 1 - 0 Estados Unidos         |
| 2020 | Liga de Naciones | México 2 - 3 Estados Unidos         |
| 2021 | Copa Oro         | Estados Unidos 1 - 0 México         |
| 2023 | Liga de Naciones | Estados Unidos 2 - 0 Canadá         |
| 2024 | Liga de Naciones | Estados Unidos 2 - 0 México         |

- Estados Unidos jugó 18 finales; ganó 10 y perdió 8: (10-8)

## Palmarés

### Selección absoluta (10)
- Copa Oro de la Concacaf (7): 1991, 2002, 2005, 2007, 2013, 2017 y 2021.

- Liga de Naciones de la Concacaf (3): 2020, 2023 y 2024.

- Subcampeón de la Copa NAFC (2): 1949 y 1991.

- Subcampeón de la Copa FIFA Confederaciones (1): 2009.

- Subcampeón de la Copa Concacaf (1): 2015.

- Tercer lugar de la Copa Mundial de Fútbol (1): 1930.

- Tercer lugar de la Copa FIFA Confederaciones (2): 1992 y 1999.

#### Torneos amistosos (5)
- Copa USA (3): 1992, 1995 y 2000.
- Marlboro Cup (2): 1989 (junio) y 1989 (julio).

### Selección panamericana
- Fútbol en los Juegos Panamericanos 
  -  Medalla de oro (1): 1991.
  -  Medalla de bronce (2): 1959 y 1999.

### Selección sub-23 (olímpica)
- Preolímpico de Concacaf (1): 1992.
  - Cuarto lugar en el torneo de fútbol de los Juegos Olímpicos (1): 2000.

### Selección sub-20 (juvenil)
- Campeonato Sub-20 de la Concacaf (2): 2017 y 2018.
  - Cuarto lugar en la Copa Mundial de Fútbol Sub-20 (1): 1989.

### Selección sub-17 (prejuvenil)
- Campeonato Sub-17 de la Concacaf (3): 1983, 1992 y 2011.
  - Cuarto lugar en la Copa Mundial de Fútbol Sub-17 (1): 1999.

### Selección sub-15
- Subcampeón en el Campeonato Sub-15 de la Concacaf (1): 2017.